# Ровчак Андрій Якович
Ровчак Андрій Якович (5 лютого 1953 — 15 листопада 2024) — голова сільськогосподарського кооперативу «Восток» Ізюмського району (Харківська область), Герой України.

## Біографія
Андрій Якович народився 5 лютого 1953 року у селі Бугаївка Ізюмського району Харківської області.
У 1970 року закінчив середню школу.
У 1975 році закінчив Харківський національний аграрний університет імені В. В. Докучаєва.
Трудова діяльність: голова Сільськогосподарського кооперативу «Восток» Ізюмського району Харківської області.
Громадська діяльність: був депутатом Ізюмської районної ради.
Входить до складу Харківського регіонального Комітету по економічним реформам.
31 жовтня 2010 р. обраний депутатом Харківської обласної ради VI скликання від ВО «Батьківщина». Член постійної комісії з питань аграрної політики, земельних відносин та природокористування.
Помер у листопаді 2024 року. Церемонія прощання відбулася 15 листопада 2024 року.

## Нагороди
- Орден «Знак Пошани» (1986)
- Орден «За заслуги» III ст. за вагомі досягнення у професійній діяльності, сумлінну багаторічну працю (2003)[2]
- Орден «За заслуги» II ст. за вагомий особистий внесок у державне будівництво, утвердження конституційних прав і свобод громадян, соціально-економічний і духовний розвиток України (2006)[3]
- Звання «Герой України» з врученням ордена Держави за визначний особистий внесок в організацію та забезпечення одержання високих показників з виробництва сільськогосподарської продукції, розвиток соціальної сфери (2008)[4]